# Buffalo Bills 1984
La stagione 1984 dei Buffalo Bills è stata la 15ª della franchigia nella National Football League, la 25ª complessiva. Con Kay Stephenson come capo-allenatore per il secondo la squadra ebbe un record di 2-14, classificandosi quinta nella AFC East e mancando l'accesso ai playoff per il terzo anno consecutivo.
I Bills concessero un record di franchigia negativo di 454 punti, a una media di 28 a partita. La squadra concesse 30 o più punti otto volte e ne concesse meno di 20 solo in tre occasioni. I 60 sack subiti, per un totale di 554 yard, furono il massimo di sempre all'epoca. Le 4.341 yard totali guadagnate furono il secondo peggior risultato della lega nel 1984 (solo i Colts ne guadagnarono meno). I Bills del 1984 sono una delle due squadre della storia della NFL ad avere perso per più di 25 punti in sei diverse occasioni nel corso di una stagione. Questa stagione è degna di nota anche perché fu la prima esperienza da allenatore di Pete Carroll nella NFL.

## Roster
| Roster dei Buffalo Bills nel 1984 |
| --- |
| Quarterback - 19 Joe Dufek - 12 Joe Ferguson - 10 Matt Kofler Running Back - 28 Greg Bell - 34 Booker Moore - 41 Speedy Neal FB - 40 Robb Riddick - 23 Van Williams RB/KR/WR - 27 Craig White RB/DB Wide Receiver - 81 Mitchell Brookins - 80 Jerry Butler - 89 Julius Dawkins - 83 Preston Dennard - 85 Byron Franklin - 29 John Mistler - 88 Mike Mosley Tight End - 84 Buster Barnett - 86 Mark Brammer - 87 Tony Hunter - 49 Ulysses Norris Offensive Linemen - 73 Jon Borchardt G - 63 Justin Cross T - 70 Joe Devlin T - 53 Will Grant C - 72 Ken Jones T - 61 Tom Lynch G - 51 Jim Ritcher G - 65 Tim Vogler G/C Defensive Linemen - 75 Bill Acker NT - 91 Ken Johnson DE - 95 Sean McNanie DE - 79 Dean Prater DE - 76 Fred Smerlas NT - 93 Scott Virkus DE - 77 Ben Williams DE Linebacker - 50 Joe Azelby - 59 Stan David ILB - 55 Jim Haslett ILB - 50 Trey Junkin LB/TE - 52 Chris Keating OLB - 54 Eugene Marve ILB - 58 Mark Merrill - 58 Steve Potter - 57 Lucius Sanford OLB - 56 Darryl Talley OLB - 60 Al Wenglikowski Defensive Back - 43 Martin Bayless CB - 36 Rodney Bellinger CB - 30 Brian Carpenter CB - 22 Steve Freeman FS - 25 Rod Hill CB - 48 Lawrence Johnson CB - 42 Rod Kush FS - 38 Jeff Nixon SS - 26 Charles Romes CB - 47 Lucious Smith CB - 24 Gary Thompson CB - 30 Marco Tounge SS - 45 Len Walterscheid FS - 21 Don Wilson FS Special Team - 18 Joe Danelo K - 4 John Kidd P |
| Legenda - I rookie sono in corsivo. - Il primo ruolo è il principale mentre gli eventuali successivi indicano i ruoli secondari. - (IR) sta per Injured Reserve ed indica la lista ristretta per un solo giocatore infortunato che può tornare ad allenarsi dopo la settimana 6 e a rientrare in prima squadra dopo che questa ha giocato 8 partite. - (NF-Inj.) / (NF-Ill.) stanno rispettivamente per Non-Football Injured e Non-Football Illness ed indicano le liste dove viene inserito un giocatore che ha un infortunio o una malattia non dipendente dal football americano. - (PUP) sta per Physically Unable to Perform ed indica la lista dove viene inserito un giocatore mentre è in attesa di recuperare la condizione fisica. Nella stagione regolare dopo la sesta partita giocata dalla propria squadra, il giocatore ha tempo tre settimane per riprendere ad allenarsi, più tre settimane aggiuntive dal suo rientro agli allenamenti per rientrare in prima squadra. |

Fonte:

## Calendario
| Stagione regolare |                   |                         |           |          |
| Turno             | Data              | Avversario              | Risultato | Pubblico |
| 1                 | 2 settembre 1984  | New England Patriots    | S 21–17   | 48,528   |
| 2                 | 9 settembre 1984  | at St. Louis Cardinals  | S 37–7    | 35,785   |
| 3                 | 17 settembre 1984 | Miami Dolphins          | S 21–17   | 65,455   |
| 4                 | 23 settembre 1984 | New York Jets           | S 28–26   | 48,330   |
| 5                 | 30 settembre 1984 | at Indianapolis Colts   | S 31–17   | 60,032   |
| 6                 | 7 ottobre 1984    | Philadelphia Eagles     | S 27–17   | 37,555   |
| 7                 | 14 ottobre 1984   | at Seattle Seahawks     | S 31–28   | 59,034   |
| 8                 | 21 ottobre 1984   | Denver Broncos          | S 37–7    | 31,204   |
| 9                 | 28 ottobre 1984   | at Miami Dolphins       | S 38–7    | 58,824   |
| 10                | 4 novembre 1984   | Cleveland Browns        | S 13–10   | 33,343   |
| 11                | 11 novembre 1984  | at New England Patriots | S 38–10   | 43,313   |
| 12                | 18 novembre 1984  | Dallas Cowboys          | V 14–3    | 74,391   |
| 13                | 25 novembre 1984  | at Washington Redskins  | S 41–14   | 51,513   |
| 14                | 2 dicembre 1984   | Indianapolis Colts      | V 21–15   | 20,693   |
| 15                | 8 dicembre 1984   | at New York Jets        | S 21–17   | 45,378   |
| 16                | 16 dicembre 1984  | at Cincinnati Bengals   | S 52–21   | 55,771   |

## Classifiche
| AFC East             |    |    |   |      |     |      |     |     |     |
|                      | V  | S  | P | %    | DIV | CONF | PF  | PS  | STR |
| Miami Dolphins(1)    | 14 | 2  | 0 | .875 | 8–0 | 10–2 | 513 | 298 | V2  |
| New England Patriots | 9  | 7  | 0 | .563 | 6–2 | 9–3  | 362 | 352 | V1  |
| New York Jets        | 7  | 9  | 0 | .438 | 3–5 | 7–7  | 332 | 364 | S1  |
| Indianapolis Colts   | 4  | 12 | 0 | .250 | 2–6 | 4–8  | 239 | 414 | S5  |
| Buffalo Bills        | 2  | 14 | 0 | .125 | 1–7 | 1–11 | 250 | 454 | S2  |